# Аљаска (филм из 1944)
Аљаска је амерички крими авантуристички филм из 1944. који је режирао Жорж Аршенбо. У њему глуме Кент Тејлор, Маргарет Линдси и Џон Карадин.

## Радња
Гери Корбет убија двојицу тужиоца који су убили његовог оца. Бива оптужен за убиство али не може бити одведен у Џуно, да би му судили, док се не поправе временске прилике. Маршал Џон Мастерс држи га у граду све до тренутка када буду могли да га одведу у Џуно. 
Рокси Реган, која пева у салону Тома Ла Руа, заљубљује се у Корбета, иако је у браку али без љубави са Џоном Реганом, бившим глумцем алкохоличарем. Рокси је такође у љубавној вези са Ла Руеом, власником салона у којем она пева и кога је Корбет оптужио да је са локалним судијом био у дослуху са тужиоцима. 
Лару покушава да оптужи Корбета за још једно убиство а када Корбет заврши иза решетака, Ла Ру пали затвор у жељи да Корбет настрада. Џон Реган губи свој живот у покушају да спаси Корбета. Маршал се суочава са Ла Руом и том приликом сазнаје да је он тај који је све време прикривао убиство тужиоца. Корбет успева да надмудри Мастерса, а онда се укрцава на брод за Сан Франциско са његовом будућом супругом, Рокси. 

## Улоге
| Глумац      | Улога |
| ----------- | --- |
| Кент Тејлор | Корбет - Маргарет Линдси као Рокси - Џон Карадин као Џон Реган - Дин Џегер као Маршал Мастерс - Ајрис Ејдријан као Кити - Нилс Астер као Том Лару - Џорџ Кливленд као Пит - Дјуи Робинсон као Ник - Џон Роџерс као Стампи · 1. - Аљаска (филм из 1944. године) на веб-сајту (језик: енглески) |